# Portul tradițional moldovenesc
Portul tradițional moldovenesc își are o tradiție lungă în mare parte comună cu cea a românilor din Oltenia și mai puțin cu cea a românilor din Transilvania și Banat. Motivele acestui port, tradițional, diferit pentru bărbați și femei în parte, își au începuturile din vremurile Daciei.
Un principal factor în exteriorul portului național, a jucat-o și clima. Astfel, porturile naționale a multor popoare din Balcani, mai ales cele slave, împărtășesc multe similarități. Jucând un mare rol, în viața culturală, artă populară, dar și viața de zi cu zi, aceste porturi erau frecvente în trecut, în variante simple, și în variante mai colorate de sărbători și cu alte ocazii speciale. Republica Moldova are o sumedenie de tradiții în acest aspect, din simplul fapt că nu exista niște principii bine-conturate care ar limita sau ar impune unele accesorii sa culorile specifice preponderent copiilor și femeilor, ce pot fi întâlnite frecvent sunt: cruciulița, broderia pe fire, culorile aprinse, mai ales roșu și galben adeseori pe un fundal închis, negru sau maro la fustă, și de obicei, aceleași culori pe fundal alb, la bluză și mâneci.
Lâna era un material ce stătea la baza hainelor și a căciulilor de atunci, indiferent de anotimp. Existau și familii de boieri care își țeseau hainele din mătăsuri din Orient.Țesătoriile funcționau adesea pe lângă mănăstiri și curți boierești, cu meșterițe ce îndeplineau un lucru destul de greu, manual.
Pentru femei, un factor important îl juca vârsta celei care poartă costumul, astfel, fetele tinere purtau haine cu broderii colorate intens (combinații de roșu, galben, roz sau alte nuanțe deschise), în timp ce culorile sobre (negru, maro, verde închis, auriu) erau favoritele femeilor mature, ajunse la o anumită vârstă și având un anumit statut social. Aceste culori erau considerate adecvate vârstei proprietarei, făcând cinste unui trai purtat cu decență. 
Culorile cele mai des folosite în cusăturile de pe costumul popular sunt negrul, roșu, galben, verde, la care se adăuga albastru, atât cât să diversifice armonia celorlalte.
În prezent, în România a fost adoptat stilul modern, cu rochie de mireasă albă. Totuși, în Țara Oașului se desfășoară încă cele mai spectaculoase nunți de la noi: fetele care se mărită poartă un costum popular greu de 10 kilograme, iar la gât au sute de mărgele.
Îmbrăcămintea bărbaților este mai puțin colorată, cu o gamă de culori ce nu depășește 2-3 culori. Pe timp de vară, aceștia purtau pe cap căciulițe, cu fire colorate sau cu flori.
Brâiele purtate de bărbați erau late, adesea lungi, de culoare închisă, ce contrastează cu restul costumului. Brâiele purtau motive geometrice și erau adesea, greu de țesut, chiar și de cei mai iscusiți meșteri.
Spre deosebire de vremurile de astăzi, în trecut, un costum tradițional avea un aspect irepetabil, unic, fiind adesea împodobit cu motive specifice unei regiuni sau a unui sat sau a statutului social al purtătorului.
Astăzi portul tradițional moldovenesc este purtat rar, preponderent la sărbătorile cu caracter cultural sau artistic. Aceste costume sunt rar create de meșteri populari. Folosindu-se numai pe scenă sau ca indicator al apartenenței etnice, acesta a dispărut complet din regiunile rurale.